# Tazón
Un tazón es un recipiente por lo general semiesférico y un poco mayor que una taza, bien sin asas o con dos enfrentadas, y un pie diferenciado que le da estabilidad y le distingue de otros tipos de cuenco. En la familia doméstica del tazón, además de la taza y el cuenco ya enunciados, están la escudilla y una larga lista de recipientes del campo específico de la arqueología.
El diccionario incluye otras dos acepciones de tazón: la pila donde cae el agua de la fuente, y, como andalucismo, la jofaina.
En alfarería, se cataloga como recipiente con dos formas típicas: en una de ellas, la altura es mayor que el diámetro máximo en una relación de 2/1, para una altura inferior a 8 cm y con o sin asas verticales; el segundo modelo presenta un diámetro mayor que la altura  —10 cm— y con una o dos asas verticales. Lo habitual es que tengan un pequeño pie, menos destacado que en el caso de las copas.

## Usos y materiales

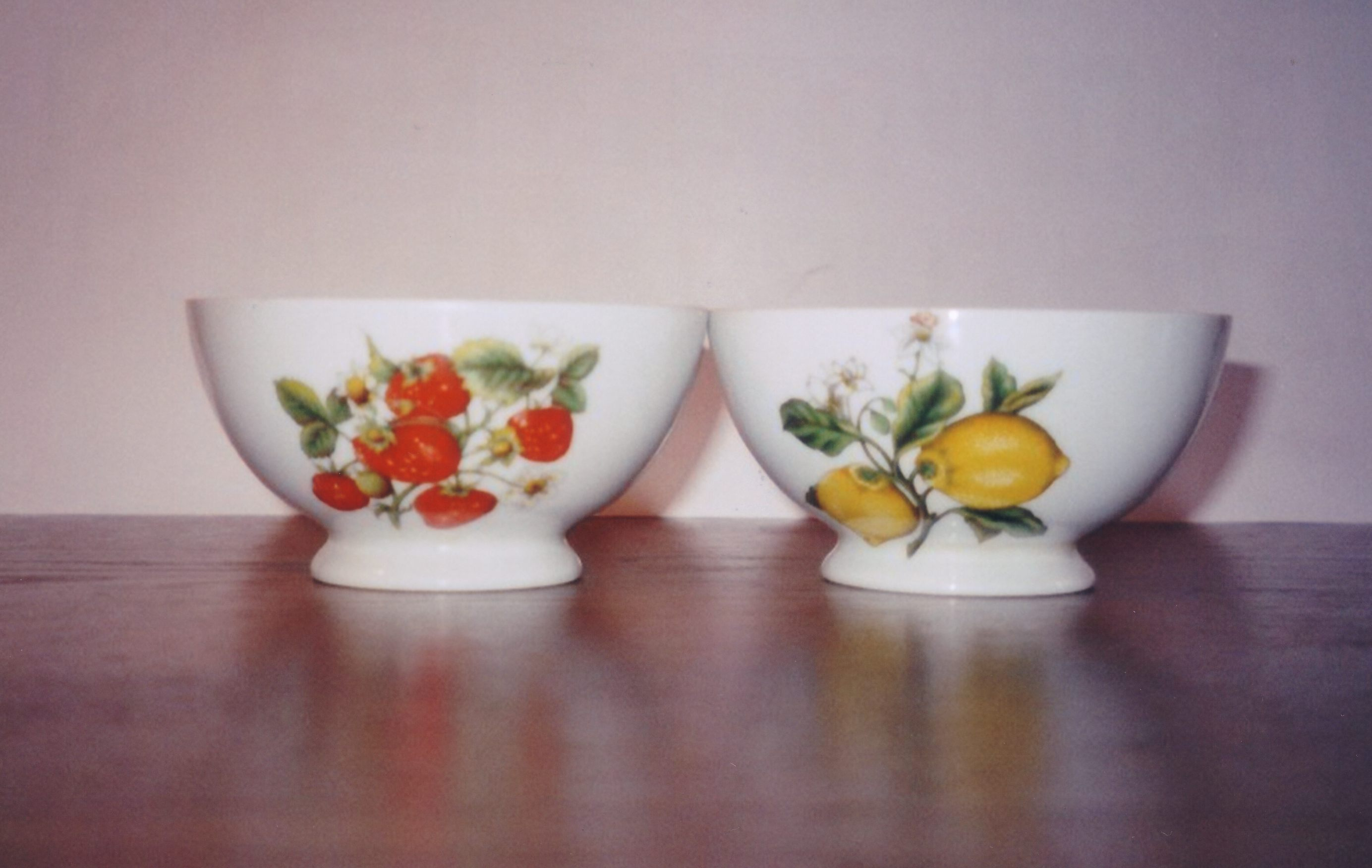
Tazones de porcelana de Limoges, Francia.

Se usa principalmente para tomar líquidos calientes: leche, sopas, caldos, cremas y purés. Pero también es útil como receptáculo para condimentos, salsas, mojes y aliños. Sus aplicaciones de uso han variado con el tiempo y las costumbres culturales; el tazón de vino habitual durante siglos ha dado paso al tazón de yogur o leche con cereales.
Los tazones pueden estar hechos de muy diversos materiales, los más habituales: cerámica, cristal, madera y diferentes aleaciones ligeras.

## Tazones impresionistas
La pasión de varios pintores impresionistas por los objetos cotidianos (y en muchos casos la simple necesidad de pintar sin coartadas académicas) hizo de muchos de ellos cronistas de su propia vida, en mayor grado que pintores de otras épocas. El tazón, pieza elemental de la vajilla doméstica, fue actor secundario en un moderado número de obras impresionistas:

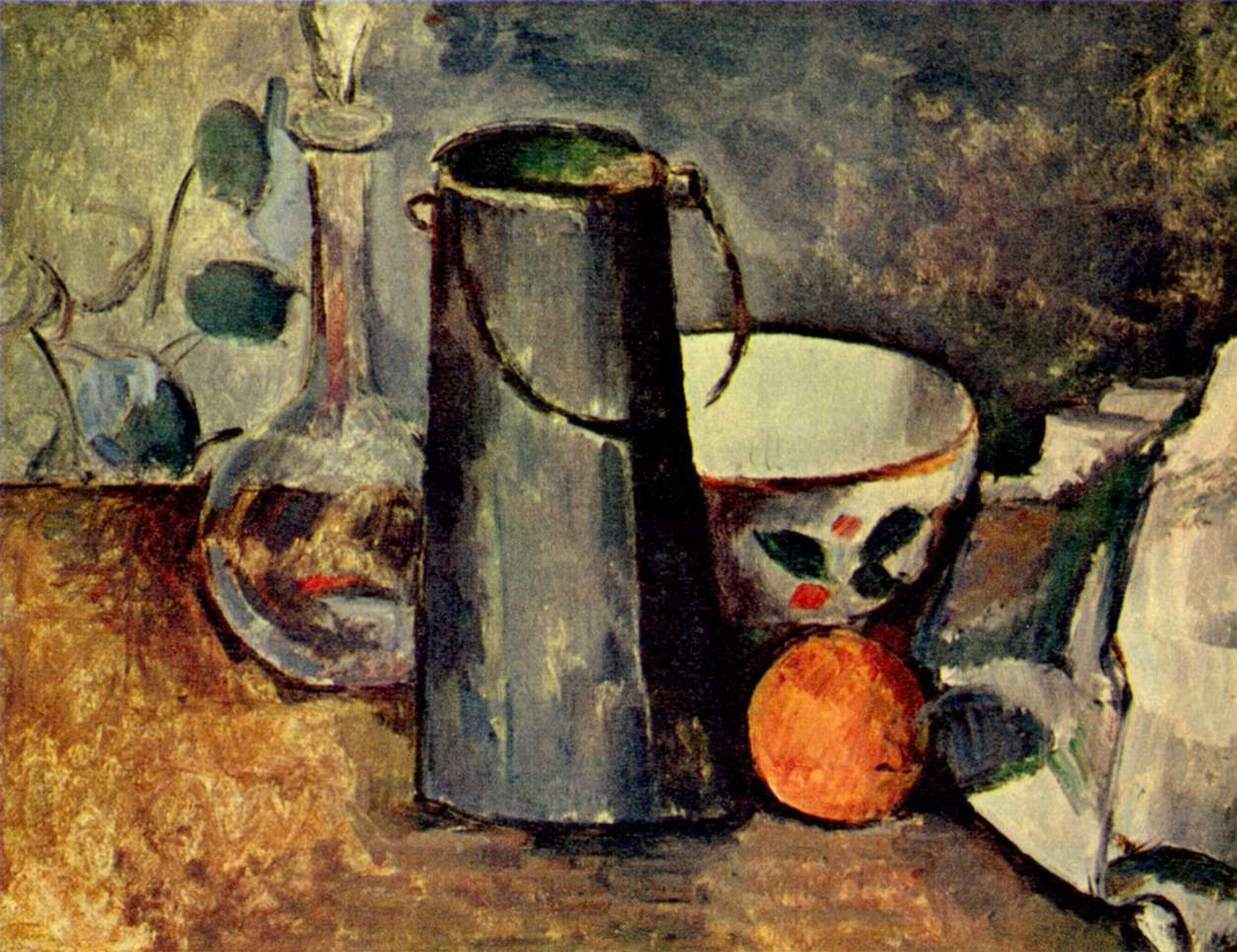
Paul Cézanne. Tazón y lechera (1879).
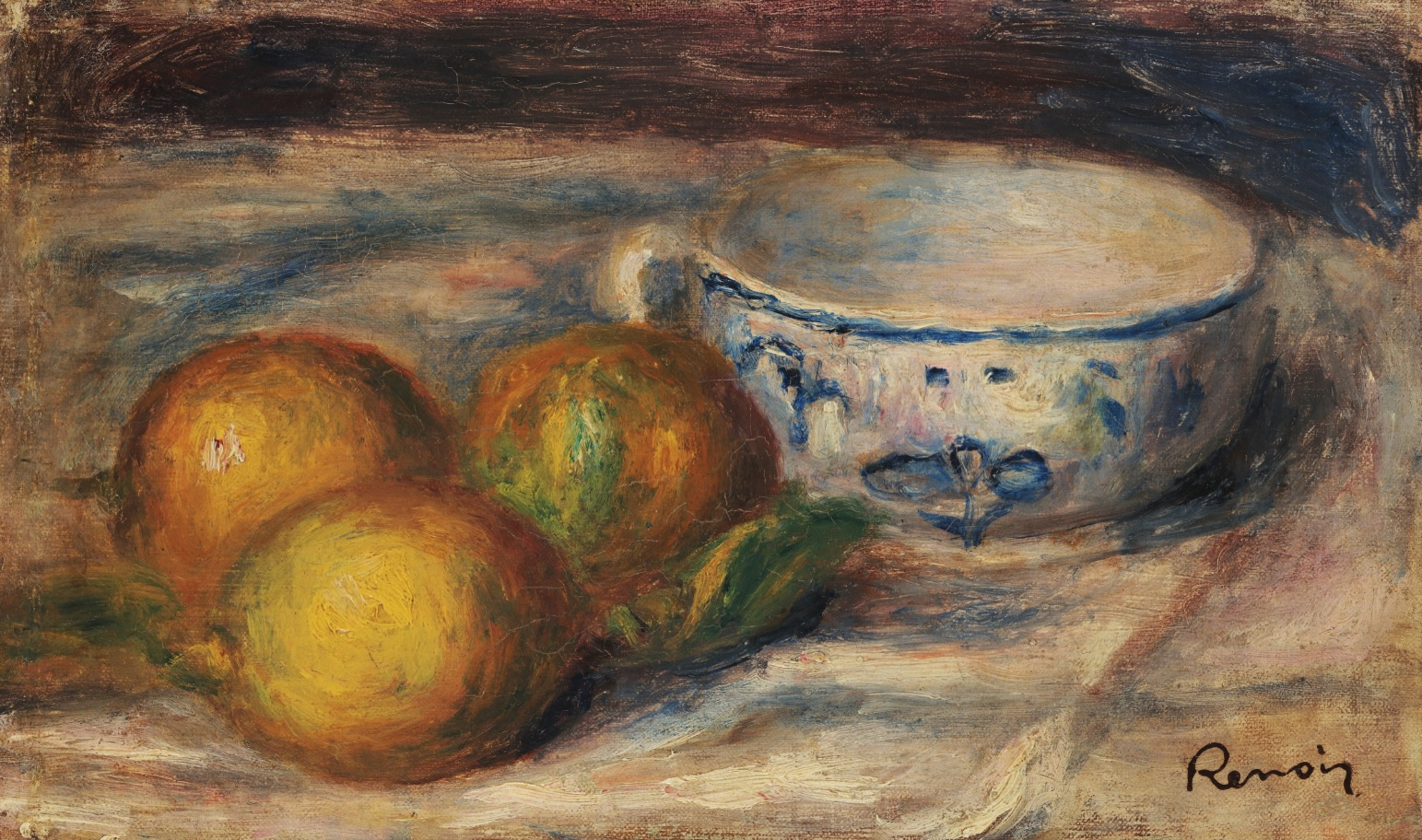
Auguste Renoir. Naturaleza muerta con limones y tazón (1910).
Édouard Manet. Naturaleza muerta con salmón (1866-1869).
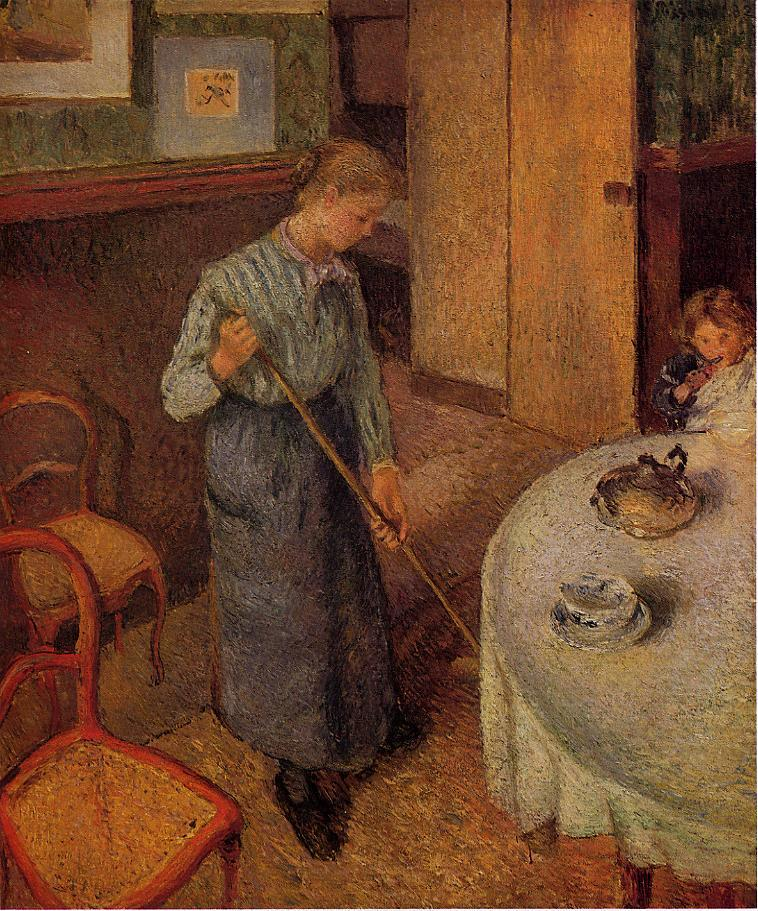
Camille Pissarro. La doncella (1882).

## Una pincelada en la literatura hispano-americana
Bajó luego hacia el Río Grande, que corría a pocos pasos, llevando en la mano un ancho tazón de barro cocido, y volvió con él lleno de agua, preparándose a cocer el maíz que, con un poco de grasa, ají y sal como condimento, constituiría su frugal comida.
Roberto Payró en El falso Inca.